# Patrick Goujon
Pour les articles homonymes, voir Goujon.
Patrick Goujon, né le 29 avril 1969 à Verdun, est un théologien jésuite français.

## Biographie
Ancien élève de l’École normale supérieure de Fontenay-Saint-Cloud (1990), il est agrégé de lettres modernes, docteur en anthropologie historique (EHESS) et docteur en théologie (Centre Sèvres).
Il enseigne actuellement la théologie spirituelle au Centre Sèvres, est membre associé au CéSor et dirige, depuis septembre 2021, les Recherches de science religieuse. Il est également conseiller à la rédaction de la revue Études.
Il s'est fait connaître du grand public à l'automne 2021, avec la publication de son témoignage-réflexion Prière de ne pas abuser,,.
Depuis septembre 2023, il est Senior Fellow à Campion Hall (en) (Université d'Oxford).

## Publications
- Prière de ne pas abuser, Seuil, octobre 2021[4] (ISBN 978-2-02-147237-0)
- Méditez et vous vivrez. Une pratique de la spiritualité chrétienne, Bayard, 2021,  (ISBN 978-2-227-49983-6)
- La Compagnie de Jésus. Des Anciens Régimes au Monde Contemporain avec Pierre-Antoine Fabre, Martin Maria Morales (dir.), IHSJ, École Française de Rome, 2020  (ISBN 978-8-8704-1381-6)
- Les Politiques de l’âme. Direction spirituelle et jésuites français à l’époque moderne, Classiques Garnier, 2019 (ISBN 978-2-406-09291-9)[8]
- Les Conseils de l’Esprit. Lire les lettres d’Ignace de Loyola, Lessius, 2017  (ISBN 978-2-87299-322-2)(trad. anglaise en 2021[9])
- Suppression et rétablissement de la Compagnie de Jésus. 1773-1817, avec P. A. Fabre, Lessius, 2014  (ISBN 978-2-87299-254-6)
- Prendre part à l’intransmissible. La communication spirituelle dans la correspondance de J.-J. Surin, Jérôme Millon, 2008  (ISBN 978-2-8413-7237-9)[10]